# Manuel Guerrero (futbolista)
Manuel Guerrero Uribe (Viña del Mar, 12 de octubre de 1896-Curicó, 18 de julio de 1947) más conocido como el Maestro Guerrero, fue un futbolista chileno que jugaba de portero. Fue el primer gran arquero de la selección chilena, desde antes de la década de 1920.
Durante la mayor parte de su trayectoria actuó en La Cruz de Valparaíso y participó también en la gira internacional de 1927 de Colo-Colo.
El apodo "Maestro" fue adjudicado al jugador por periodistas de Uruguay, Argentina y Brasil, según consta en el libro Fútbol pasión de multitudes de Hugo Sainz (1957).

## Trayectoria
Sus comienzos en el futbol fueron en el club “América” de Valparaíso en 1914.
Al año siguiente llegó a La Cruz, en donde coincidió con el defensa Ulises Poirier. Sus buenas actuaciones lo llevaron a defender el seleccionado porteño en los clásicos encuentros frente a Santiago, como reemplazo de Roy Lester.
En el año 1926 la selección Porteña debía enfrentarse con el Peñarol, faltaba arquero y tuvieron que recurrir al ‘‘Maestro’’, quien se mantenía jugando en La Cruz. Los porteños obtuvieron la victoria por 1 a 0 con una gran actuación suya. Peñarol trato de integrarlo a sus filas ofreciéndole 200 pesos en oro, pero Guerrero no aceptó, ya que no quería irse de su ciudad.
Su gran encuentro ante Peñarol, hizo que Colo-Colo lo incluyera dentro de su plantel para la gira internacional de 1927. Al año siguiente, dejó el arco de La Cruz para ir a la ciudad de Los Andes, en donde ofició como mecánico.
El 18 de julio de 1947 falleció en el hospital de Curicó, producto de las lesiones provocadas por un disparo, tras una fuerte discusión al cobrar una deuda con un comerciante local.

## Selección nacional
Fue internacional con la selección chilena entre los años 1916 y 1920, participando en ese periodo en cuatro ediciones del Campeonato Sudamericano. Tuvo participación con el combinado patrio durante trece partidos oficiales, además participó en tres partidos no oficiales, disputando un total de dieciséis partidos.
Su primera aparición en el arco de la selección fue en el primer campeonato sudamericano de futbol, teniendo una sobresaliente actuación en el primer partido ante Uruguay en el que a pesar de perder por 4-0 ante Uruguay, él se fue ovacionado de la cancha. Después de disputar los siguientes partidos, los periodistas locales lo apodaron: el Maestro. Guerrero fue la gran figura del fútbol chileno en ese campeonato, esta figura se acrecentó debido a la endeble defensa nacional, aunque recibió muchos goles, fueron más las pelotas que se quedaron adheridas en sus manos o las que fueron desviadas al lanzamiento de esquina.
Al año siguiente asistió al Sudamericano de Montevideo, tuvo una destacada actuación y debido a ello el público uruguayo lo saco en andas de la cancha. En el Sudamericano de Brasil una firma comercial le obsequió un arco de plata que lo designó como el mejor guardameta del torneo. Durante estos sudamericanos se desempeñó como capitán de Chile.
Luego fue convocado desde Valparaíso para integrar el seleccionado que iba a disputar el IV Campeonato Sudamericano, en el que Chile jugaría de local, nuevamente tuvo una actuación sobresaliente en el torneo en el que nuestros colores sufrieron ajustadas derrotas y un empate polémico con Argentina. En el último encuentro que jugo fue nuevamente sacado en andas de la cancha.

### Participaciones en el Campeonato Sudamericano
| Torneo                       | Sede      | Resultado    | Partidos |
| ---------------------------- | --------- | ------------ | -------- |
| Campeonato Sudamericano 1916 | Argentina | Cuarto lugar | 3        |
| Campeonato Sudamericano 1917 | Uruguay   | Cuarto lugar | 3        |
| Campeonato Sudamericano 1919 | Brasil    | Cuarto lugar | 3        |
| Campeonato Sudamericano 1920 | Chile     | Cuarto lugar | 3        |
| Total                        | Total     | Total        | 12       |

### Partidos internacionales
| 1     | 2 de julio de 1916       | Estadio GEBA, Buenos Aires, Argentina           | Uruguay    | 4-0 | Chile     | Campeonato Sudamericano 1916 |
| 2     | 6 de julio de 1916       | Estadio GEBA, Buenos Aires, Argentina           | Argentina  | 6-1 | Chile     | Campeonato Sudamericano 1916 |
| 3     | 8 de julio]] de 1916     | Estadio GEBA, Buenos Aires, Argentina           | Chile      | 1-1 | Brasil    | Campeonato Sudamericano 1916 |
| 4     | 14 de julio de 1916      | Gran Parque Central, Montevideo, Uruguay        | Uruguay    | 4-1 | Chile     | Amistoso                     |
| 5     | 30 de septiembre de 1917 | Parque Pereira, Montevideo, Uruguay             | Uruguay    | 4-0 | Chile     | Campeonato Sudamericano 1917 |
| 6     | 6 de octubre de 1917     | Parque Pereira, Montevideo, Uruguay             | Argentina  | 1-0 | Chile     | Campeonato Sudamericano 1917 |
| 7     | 12 de octubre de 1917    | Parque Pereira, Montevideo, Uruguay             | Brasil     | 5-0 | Chile     | Campeonato Sudamericano 1917 |
| 8     | 11 de mayo de 1919       | Estádio das Laranjeiras, Río de Janeiro, Brasil | Brasil     | 6-0 | Chile     | Campeonato Sudamericano 1919 |
| 9     | 17 de mayo de 1919       | Estádio das Laranjeiras, Río de Janeiro, Brasil | Uruguay    | 2-0 | Chile     | Campeonato Sudamericano 1919 |
| 10    | 22 de mayo de 1919       | Estádio das Laranjeiras, Río de Janeiro, Brasil | Argentina  | 4-1 | Chile     | Campeonato Sudamericano 1919 |
| 11    | 11 de septiembre de 1920 | Valparaíso Sporting Club, Viña del Mar, Chile   | Chile      | 0-1 | Brasil    | Campeonato Sudamericano 1920 |
| 12    | 20 de septiembre de 1920 | Valparaíso Sporting Club, Viña del Mar, Chile   | Chile      | 1-1 | Argentina | Campeonato Sudamericano 1920 |
| 13    | 26 de septiembre de 1920 | Valparaíso Sporting Club, Viña del Mar, Chile   | Chile      | 1-2 | Uruguay   | Campeonato Sudamericano 1920 |
| Total |                          |                                                 | Presencias | 13  |           |                              |

| 1     | 16 de julio de 1916   | Estadio Estudiantes de La Plata, La Plata, Argentina | Federación Platense  | 0-3 | Chile | Amistoso |
| 2     | 27 de octubre de 1917 | Cancha Gimnasia y Esgrima, Mendoza, Argentina        | Selección de Mendoza | 1-4 | Chile | Amistoso |
| 3     | 28 de octubre de 1917 | Cancha Gimnasia y Esgrima, Mendoza, Argentina        | Selección de Mendoza | 2-1 | Chile | Amistoso |
| Total |                       |                                                      | Presencias           | 3   |       |          |

## Clubes
| Club                  | País  | Año         |
| --------------------- | ----- | ----------- |
| América               | Chile | 1914        |
| La Cruz Football Club | Chile | 1915 - 1926 |
| Colo-Colo             | Chile | 1927        |
| La Cruz Football Club | Chile | 1927 - 1928 |

## Palmarés

### Torneos locales
| Título                                     | Club                  | País  | Año  |
| ------------------------------------------ | --------------------- | ----- | ---- |
| Liga de Valparaíso                         | La Cruz Football Club | Chile | 1916 |
| Copa Sporting                              | La Cruz Football Club | Chile | 1917 |
| Liga de Valparaíso                         | La Cruz Football Club | Chile | 1918 |
| Copa Sporting                              | La Cruz Football Club | Chile | 1922 |
| Liga de Valparaíso                         | La Cruz Football Club | Chile | 1922 |
| Copa Sporting                              | La Cruz Football Club | Chile | 1923 |
| Liga de Valparaíso                         | La Cruz Football Club | Chile | 1923 |
| Copa de Honor La Cruz - Santiago Wanderers | La Cruz Football Club | Chile | 1924 |
| Liga de Valparaíso                         | La Cruz Football Club | Chile | 1924 |
| Liga de Valparaíso                         | La Cruz Football Club | Chile | 1925 |